# 韦尔德洛
韦尔德洛（法語：Verdelot，法語發音：[vɛʁdəlo] ⓘ）是法国塞纳-马恩省的一个市镇，属于普罗万区。

## 地理
韦尔德洛（48°52'30"N, 3°21'57"E）面积25.6 平方千米，位于法国法蘭西島大區塞纳-马恩省，该省份为法国北部内陆省份，北起瓦兹省，西接埃松省、马恩河谷省、塞纳-圣但尼省和瓦兹河谷省，南至卢瓦雷省，东南接约讷省，东临马恩省和奥布省，东北接埃纳省。
与韦尔德洛接壤的市镇（或旧市镇、城区）包括：诺让拉托、旺迪耶尔、维耶勒迈松、贝洛、翁德维利耶、蒙多凡、蒙托利韦、圣巴泰勒米、贝洛新城。

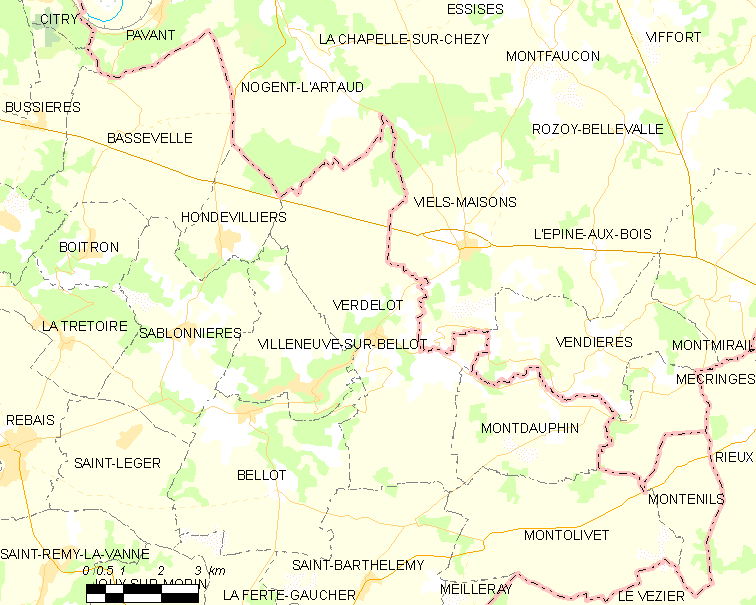
韦尔德洛的OSM定位图

韦尔德洛的时区为UTC+01:00、UTC+02:00（夏令时）。

## 行政
韦尔德洛的邮政编码为77510，INSEE市镇编码为77492。

## 政治
韦尔德洛所属的省级选区为库洛米耶县。

## 人口

1962-2008年间韦尔德洛人口变化图示

韦尔德洛于2022年1月1日时的人口数量为626人。